# Difracția electronilor
Difracția electronilor este o tehnică folosită pentru a studia materia, prin bombardarea cu electroni a unei probe și observarea șablonului de   interferență rezultat. Acest fenomen are loc din cauza dualității undă-particulă, conform căreia, o particulă de materie (în acest caz electronul incident) poate fi descrisă ca o undă. Din acest motiv, un electron poate fi văzut ca o undă, ca sunetul sau undele de pe suprafața apei. Această tehnică este similară cu difracția razelor X și difracția neutronilor.
Difracția electronilor este cel mai adesea folosită în fizica semiconductorilor și în chimie pentru a studia structura cristalină a solidelor. Aceste experimente sunt de regulă efectuate într-un microscop electronic cu transmisie (MET), sau cu scanare (MES). În aceste instrumente, electronii sunt accelerați de un potențial electrostatic pentru a căpăta energia dorită și a fi făcuți să aibă o anume lungime de undă înainte de a interacționa cu proba de studiat.
Structura periodică a unui solid cristalin împrăștie electronii într-o manieră previzibilă. Analizând șablonul de difracție observat, poate fi posibil să se deducă structura cristalului care produce acel șablon. Totuși, tehnica este limitată de problema fazei.
Afară de studiul cristalelor, difracția electronilor este și o tehnică utilă de studiu pentru solidele amorfe și geometria moleculelor de gaz.

## Istoric
Ipoteza de Broglie, formulată în 1924, prezicea că particulele trebuie să se comporte și ca unde. Formula lui de Broglie a fost confirmată trei ani mai târziu pentru electroni (care au masă de repaus) cu observarea difracției electronilor în două experimente separate. La Universitatea Aberdeen, George Paget Thomson a trecut o undă de electroni printr-un film de metal subțire și a observat șabloanele de interferență prezise. La Laboratoarele Bell, Clinton Joseph Davisson și Lester Halbert Germer și-au trecut fluxul de electroni printr-o rețea cristalină. Thomson și Davisson au primit Premiul Nobel pentru Fizică în 1937 pentru aceste experimente.

## Teorie

### Interacțiunea electronilor cu substanța
Spre deosebire de alte tipuri de radiație utilizate în studiile de difracție, cum ar fi razele X și neutronii, electronii sunt particule încărcate electric și interacționează cu materia conform legii lui Coulomb. Aceasta înseamnă că electronii incidenți simt influența atât a nucleilor atomici, încărcați pozitiv, cât și a electronilor care înconjoară nucleii. Prin comparație, razele X interacționează cu distribuția spațială a electronilor de valență, iar neutronii sunt împrăștiați de nucleii atomici prin intermediul forțelor tari. În plus, momentul magnetic al neutronilor este nenul, și deci ei sunt împrăștiați și de câmpurile magnetice. Din cauza acestor forme diferite de interacțiune, cele trei tipuri de radiație sunt potrivite pentru diferite tipuri de studii.

### Intensitatea razelor difractate
În aproximarea cinematică a difracției electronilor, intensitatea unei raze difractate este dată de:
{\displaystyle I_{\mathbf {g} }=\left|\psi _{\mathbf {g} }\right|^{2}\propto \left|F_{\mathbf {g} }\right|^{2}}
Aici, {\displaystyle \psi _{\mathbf {g} }} este funcția de undă a razei difractate și {\displaystyle F_{\mathbf {g} }} este așa-numitul factor de structură, dat de:
{\displaystyle F_{\mathbf {g} }=\sum _{i}f_{i}e^{-2\pi i\mathbf {g} \cdot \mathbf {r} _{i}}}
unde {\displaystyle \mathbf {g} } este vectorul de împrăștiere al razei difractate, {\displaystyle \mathbf {r} _{i}} este poziția unui atom {\displaystyle i} în celula unitate, și {\displaystyle f_{i}} este puterea de împrăștiere a atomului, numită și factor atomic de formă. Suma este calculată peste toți atomii din celula unitate.
Factorul de structură descrie felul în care o rază incidentă de electroni este împrăștiată de atomii unei celul unitare dintr-un cristal, luând în considerație puterea de împrăștiere diferită a elementelor prin intermediul termenului {\displaystyle f_{i}}. Deoarece atomii sunt distribuiți spațial în celula unitate, va exista o diferență de fază când se consideră amplitudinea undei împrăștiate de la doi atomi. Această deplasare de fază este luată în calcul de termenul exponențial al ecuației.
Factorul atomic de formă sau puterea de împrăștiere a unui element depinde de tipul de radiație. Deoarece electronii interacționează cu materia prin procese diferite decât, de exemplu, razele X, factorul atomic de formă pentru cele două cazuri nu este același.

### Lungimea de undă a electronilor
Lungimea de undă a unui electron este dată de ecuația de Broglie
{\displaystyle \lambda ={\frac {h}{p}}}
Aici {\displaystyle h} este constanta lui Planck iar {\displaystyle p} este impulsul electronului. Electronii sunt accelerați într-un potențial electric {\displaystyle U} până ating viteza dorită:
{\displaystyle v={\sqrt {\frac {2eU}{m_{0}}}}}
{\displaystyle m_{0}} este masa electronului, iar {\displaystyle e} este sarcina elementară. Lungimea de undă a electronului este dată de expresia:
{\displaystyle \lambda ={\frac {h}{p}}={\frac {h}{m_{0}v}}={\frac {h}{\sqrt {2m_{0}eU}}}}
Totuși, într-un microscop electronic, potențialul de accelerare este de regulă de câteva mii de volți, ceea ce determină electronul să se deplaseze cu o viteză care este o fracțiune apreciabilă din viteza luminii. Un microscop electronic cu scanare poate opera la un potențial de accelerare de 10 000 de volți (10 kV) dând electronilor o viteză de 20% din viteza luminii, iar un microscop electronic cu transmisie poate operala 200 kV, ridicând viteza electronilor la 70% din viteza luminii. De aceea este nevoie să se ia în calcul efectele relativiste. Se poate arăta că lungimea de undă a electronilor este astfel modificată conform relației: 
{\displaystyle \lambda ={\frac {h}{\sqrt {2m_{0}eU}}}{\frac {1}{\sqrt {1+{\frac {eU}{2m_{0}c^{2}}}}}}}
{\displaystyle c} este viteza luminii. Se observă că primul termen din expresia finală ca este expresia nerelativistă calculată mai sus, iar ultimul termen este un factor de corecție relativistă. Lungimea de undă a electronilor într-un microscop electronic cu scanare la 10 kV este astfel 12,3 x 10-12 m (12,3 pm) iar într-un micrsocop cu transmisie, la 200 kV, lungimea de undă este de 2,5 pm. Prin comparație, lungimea de undă a razelor X folosită în difracția razelor X este de ordinul a sutelor de pm.